# JTEKT
JTEKT est un équipementier automobile japonais, membre de l'association européenne des équipementiers automobiles, le CLEPA. C'est une entreprise créée en 2006 à la suite de la fusion de deux compagnies : Koyo Seiko Co. et Toyoda Machine Works.